# Fjäre tingslag
Fjäre tingslag var till 1948 ett tingslag i Hallands län i Hallands norra domsaga. Tingsplatsen var i Skansen i Tölö socken.
Tingslaget omfattade Fjäre härad. 
Tingslaget uppgick 1948 i Hallands norra domsagas tingslag.